# Mano (rzeka)
Mano – rzeka w zachodniej Afryce, na pograniczu Liberii i Sierra Leone. Źródło rzeki znajduje się w północnej Liberii, na Wyżynie Gwinejskiej, w pobliżu miasta Voinjama. Rzeka płynie w kierunku południowo-zachodnim, aż do ujścia do Oceanu Atlantyckiego, które znajduje się w pobliżu miasta Mano Salija. Dolny bieg rzeki wyznacza znaczną część (145 km) granicy liberyjsko-sierraleońskiej.
Rzeka liczy 320 km długości, a powierzchnia jej dorzecza wynosi 8250 km².